# Ernest Bradfer
Ernest Bradfer, de son nom complet Jean-Baptiste Christophe Ernest Bradfer, né à Nantois le 29 mars 1833 et mort à Bar-le-Duc le 9 juin 1882, est un maître de forges et homme politique français.

## Biographie
Ernest Bradfer est né le 29 mars 1833 à Nantois, fils unique de Jean-Baptiste Bradfer, régisseur à la forge de Nantois, et de Marie Joséphine Burnel.
Ernest étudie au collège royal de Nancy de 1843 à 1846, au collège André Theuriet de Bar-le-Duc de 1846 à 1849 et au lycée Louis le Grand à Paris de 1849 à 1852 où il sera bachelier ès lettres le 20 janvier 1852. Après ses études il aide son père aux forges de Nantois.
Joseph-Bernard Viry, maître de forges à Saint-Dizier, s'associe en 1857 avec son ancien employé Jean-Baptiste Bradfer, maître de forges à Naix-aux-Forges, dans la construction et l’exploitation d’un haut fourneau à Bar-le-Duc et d’un bocard à Nantois. Joseph-Bernard Viry décède le 12 juillet 1858 à Saint-Dizier, son fils Louis Bernard Viry âgé de 23 ans prend la direction du groupe familial.
L’accord entre les familles Viry et Bradfer est ratifié le 29 décembre 1860 par la création de la Société "Bradfer-Viry". Louis Bernard Viry est témoin au mariage de son ami Ernest Bradfer avec Auguste Louise Alice Bouchon le 2 février 1861 à Nancy.
Le haut-fourneau de Bar-le-Duc est mis en vente le 3 mai 1866, les Bradfer rachètent la part des Viry pour devenir la Société "Bradfer père et fils" et Ernest achète ensuite les mines de Maron.
En 1876, ils s'associent avec Antoine Durenne qui apporte le brevet de raccordement de canalisations Lavril et fondent la société "Bradfer et fils & Cie A.A. Durenne".
Ernest Bradfer est élu au conseil municipal de Bar-le-Duc le 17 mai 1871 et nommé maire le 23 mai 1879.
Il meurt de la tuberculose le 9 juin 1882 à l'âge de 49 ans et est inhumé le 12 juin au cimetière communal de Bar-le-Duc. Ernest et sa femme Alice n'auront pas d'enfant.
Selon le souhait de leur fils, ses parents font construire une école destinée aux jeunes enfants de leurs employés. Dans le parc, ils érigent une statue de leur fils réalisée par Aristide Croisy qui sera inaugurée le 16 septembre 1883 "À Ernest Bradfer Tes ouvriers des usines de Bar-le-Duc et de Naix et les mineurs de Maron". Elle est entourée par quatre lions fondus par les établissements Durenne à Sommevoire. Devant la grille du parc, deux chiens en fonte gardaient l’entrée de la propriété ; malheureusement ils ont été volés en 1998.
C’est une association qui est, depuis 1885, propriétaire de l’école Bradfer, et la direction est assurée aujourd’hui par l’Ensemble Scolaire Jean-Paul II.

## Mandats et fonctions
- Conseiller municipal le 17 mai 1871[7]
- Vice-président du Conseil de Prud'hommes le 22 février 1875[7]
- Conseiller d'arrondissement le 4 septembre 1877[7]
- Délégué municipal le 26 octobre 1878[7]
- Maire de Bar-le-Duc du 23 mai 1879 au 9 juin 1882[7]
- Organisateur du Concours régional de l'Est en 1880[7]

## Distinction
Ernest Bradfer est fait Chevalier de la Légion d'Honneur le 21 mai 1880.

## Hommage
La rue de Ligny fut renommée rue Ernest-Bradfer en 1883.

## Portrait
Le portrait d'Ernest Bradfer réalisé vers 1880 par le peintre et maître-verrier Laurent-Charles Maréchal se trouve au musée Barrois dans le Neuf-Castel du château des ducs de Bar à Bar-le-Duc.